# Aleš Čermák
Aleš Čermák (* 1. října 1994 Praha) je český profesionální fotbalista, který hraje na pozici ofensivního či středního záložníka za český klub Bohemians Praha 1905. Je bývalým českým mládežnickým reprezentantem.
Jeho fotbalovým vzorem je bývalý německý reprezentant Mesut Özil.

## Klubová kariéra
Svoji fotbalovou kariéru začal v pražské Spartě, kde prošel všemi mládežnickými kategoriemi.

### Sparta Praha
V průběhu jarní části sezony 2012/13 se propracoval do prvního týmu. V A-mužstvu debutoval v prvním utkání Sparty s Olomoucí v dubnu 2013 ve čtvrtfinále Poháru české pošty 2012/13 (výhra 4:2).
V 1. lize zažil premiéru 6. dubna 2013 v utkání proti stejnému soupeři (výhra Sparty 3:0 nad Olomoucí), když v 71. minutě střídal na hřišti Marka Matějovského. 16. dubna 2013 nastoupil v základní sestavě a podílel se na vítězství Sparty 4:2 nad Sigmou Olomouc v odvetném zápase čtvrtfinále českého poháru 2012/13. Pražský klub po dvou shodných výsledcích 4:2 postoupil do semifinále. O den později podepsal hráč s klubem novou smlouvu na tři a půl roku. Od jarní části ročníku 2013/14 působí na hostování v jiných klubech. V létě 2015 podepsal s týmem nový kontrakt do roku 2018.

#### Loko Vltavín (hostování)
Před jarní částí sezony 2013/14 odešel na půlroční hostování do týmu tehdejšího druholigového nováčka FK Loko Vltavín. Za tým odehrál během svého působení 14 utkání, ve kterých se jednou gólově prosadil. Po skončení sezony klub sestoupil do ČFL.

#### Hradec Králové (hostování)
Před sezonou 2014/15 odešel na roční hostování do Hradce Králové, tehdy nováčka 1. ligy. Celkem za mužstvo odehrál 21 ligových utkání, ve kterých vsítil 4 góly. Po sezoně klub sestoupil do 2. ligy.

#### Mladá Boleslav (hostování)
V létě 2015 se připravoval s týmem FK Mladá Boleslav, kam 13. července 2015 zamířil na hostování. V létě 2016 se vrátil do Sparty.

### Viktoria Plzeň
V červnu 2017 se dohodl na čtyřleté smlouvě s FC Viktoria Plzeň, kam přestoupil ze Sparty Praha.

### DAC Dunajská Streda
Čermák si v létě 2023 poprvé vyzkoušel zahraniční angažmá, po šesti letech skončil v Plzni a jako volný hráč odešel do Dunajské Stredy, kterou vede Adrian Guľa, jenž od ledna 2020 do května 2021 trénoval právě Viktorii. Čermák s DAC podepsal dvouletou smlouvu s opcí na další rok, slovenský klub získal z Plzně také obránce Filipa Kašu a záložníka Miroslava Káčera.

## Reprezentační kariéra

### Mládežnické reprezentace
Čermák prošel českými mládežnickými reprezentacemi od kategorie do 16 let. Zúčastnil se Mistrovství světa hráčů do 17 let 2011 v Mexiku, kde český výběr skončil po prohrách 0:3 s USA, 1:2 s Uzbekistánem a výhře 1:0 nad Novým Zélandem se 3 body na poslední (nepostupové) čtvrté příčce základní skupiny D. Aleš nastoupil do utkání proti Uzbekistánu a Novému Zélandu.
V české reprezentaci U21 byl kapitánem týmu.

## Nehoda
V květnu 2017 havaroval v Praze se svým vozem Škoda Octavia RS. Z hořícího vraku jej v bezvědomí vyprostili záchranáři. Podle policie měl v krvi 1,5 promile alkoholu. Kvůli nehodě přišel o účast na Mistrovství Evropy hráčů do 21 let v Polsku.